# Jaël
Jaël, pseudonimo di Rahel Krebs (Berna, 19 agosto 1979), è una cantante e chitarrista svizzera, autrice della band Lunik.

## Biografia
È anche coautrice e voce nella canzone After All del gruppo Delerium contenuto nell'album Chimera, e della canzone Lost and Found nell'album Nuages du Monde. È famosa nel mondo della Musica Trance in patria ed all'estero per il suo lavoro con la band Lunik. L'origine del suo pseudonimo viene dai tempi dell'infanzia quando aveva difficoltà a pronunciare il suo vero nome, storpiandolo in Jaël, diventato poi il suo nome d'arte.
Jaël ha inoltre cantato nel singolo Always On My Mind di DJ Tatana nel 2004, ottenendo un moderato successo nelle classifiche svizzere. La sua voce suadente può essere inoltre ascoltata anche in due tracce (You Remain e Stop Crying) dell'album Tales Of The Wind di Mich Gerber (2004).

## Discografia

### Album con i Lunik
- Rumour - 1999 (CH)
- Ahead - 2001 (CH) 2002 (DE) 2003 (USA)
- Weather - 2003 (CH) 2004 (DE)(ZA) 2005 (AU)
- Life Is On Our Side - 2004 (Live) (CH) 2005 (DE)
- Preparing to Leave - 2006 (CH/DE/AT)
- The Platinum Collection - 2007 (CH)

### Collaborazioni
- DJ Tatana feat. Jaël - Always On My Mind
- Delerium feat. Jaël - After All
- Delerium feat. Jaël - Lost and Found
- Mich Gerber feat. Jaël - You Remain
- Mich Gerber feat. Jaël - Stop Crying
- Mensano feat. Jaël - Doesn't Care